# Canton de Luz-Saint-Sauveur
Le canton de Luz-Saint-Sauveur est un ancien canton français situé dans le département des Hautes-Pyrénées.

## Composition
Le canton était composé des 17 communes suivantes :
- Barèges
- Betpouey
- Chèze
- Esquièze-Sère
- Esterre
- Gavarnie
- Gèdre
- Grust
- Luz-Saint-Sauveur
- Saligos
- Sassis
- Sazos
- Sers
- Viella
- Viey
- Viscos
- Vizos

## Représentation

### Conseillers généraux de 1833 à 2015
| Période | Période           | Identité                             | Étiquette          | Qualité                                                                                       |
| ------- | ----------------- | ------------------------------------ | ------------------ | --------------------------------------------------------------------------------------------- |
| 1833    | 1846              | Pierre Vergé-Sarrat                  |                    | Négociant - Adjoint au Maire de Luz-Saint-Sauveur                                             |
| 1846    | 1848              | Pierre Gradet                        |                    | Négociant - juge de paix Maire de Luz-Saint-Sauveur (1843-1846)                               |
| 1848    | 1849 (annulation) | Auguste Fabas                        |                    | Médecin Adjoint au Maire de Luz-Saint-Sauveur                                                 |
| 1849    | 1852              | Henri Vergez                         | Conservateur       | Professeur agrégé à la Faculté de Médecine de Montpellier                                     |
| 1852    | 1859 (décès)      | Pierre Gradet                        |                    | Négociant - juge de paix, conseiller d'arrondissement                                         |
| 1859    | 1861              | Raymond, Comte de Ségur d'Aguesseau  | Monarchiste        | Propriétaire du château d' Oléac-Debat Député (1849-1851) Sénateur (janvier à septembre 1852) |
| 1861    | 1870              | Raymond Baradère                     |                    | Avocat, Diplomate (ancien Consul général)                                                     |
| 1870    | 1889 (décès)      | Henri Vergez                         | Conservateur       | Professeur agrégé à la Faculté de Médecine de Montpellier                                     |
| 1889    | 1889              | Henri Laffount                       | Républicain        | Médecin à Luz-Saint-Sauveur                                                                   |
| 1889    | 1891 (décès)      | Jean-Marie Vergez (frère d'H.Vergez) | Droite             | Médecin à Barèges Maire d'Esquièze-Sère                                                       |
| 1891    | 1892 (démission)  | Jean-Marie Vergé-Sarrat              | Républicain        | Médecin à Barèges puis à Luz-Saint-Sauveur, conseiller d'arrondissement                       |
| 1892    | 1896 (démission)  | Paul Lavigne                         | Républicain        | Avocat                                                                                        |
| 1896    | 1901              | Charles Druène                       | Républicain modéré | Médecin                                                                                       |
| 1901    | 1907              | Ernest Frilet                        | Rad.               | Receveur des douanes Conseiller municipal de Gèdre                                            |
| 1907    | 1913              | Isidore Navarret                     | Rad.               | Avocat à Lourdes, conseiller d'arrondissement                                                 |
| 1913    | 1919              | Henri Soubervielle-Bordère           | Rad.               | Hôtelier Maire de Gèdre (1900-1919)                                                           |
| 1919    | 1925 (décès)      | Henri Laborde                        | Rad.               | Avocat Maire de Luz-Saint-Sauveur (1919-1925)                                                 |
| 1925    | 1937              | Antoine Péré                         | Rad.               | Médecin Maire de Luz-Saint-Sauveur, conseiller d'arrondissement                               |
| 1937    | 1940              | Urbain Cazaux (1899-1979)            | Rad.               | Instituteur à Auch                                                                            |
|         |                   |                                      |                    |                                                                                               |
| 1943    | 1945              | Jean-Joseph Gaillardou               | ?                  | Boucher Conseiller municipal de Luz-Saint-Sauveur Nommé conseiller départemental en 1943      |
|         |                   |                                      |                    |                                                                                               |
| 1945    | 1979 (décès)      | Urbain Cazaux                        | Rad. puis MRG      | Propriétaire à Luz-Saint-Sauveur Président de la Fédération Française de Ski                  |
| 1980    | 1982              | Pierre Foyer                         | RPR                | Médecin Maire de Luz-Saint-Sauveur (1965-1977)                                                |
| 1982    | 2001              | Claude Massoure                      | PS                 | Enseignant Maire de Luz-Saint-Sauveur de 1977 à 2005                                          |
| 2001    | 2015              | Jacques Béhague                      | DVD puis UMP       | Kinésithérapeute à Luz-Saint-Sauveur                                                          |

sources : Les conseillers généraux des Hautes-Pyrénées 1800-2007, dictionnaire biographique, Archives départementales de Tarbes

### Conseillers d'arrondissement (de 1833 à 1940)
Le canton de Luz avait deux conseillers d'arrondissement.
| Période                                  | Période          | Identité                | Étiquette   | Qualité |
| ---------------------------------------- | ---------------- | ----------------------- | ----------- | --- |
| 1833                                     | 1845             | Bernard Xavier Fabas    |             | Médecin, inspecteur de l'établissement thermal de Saint-Sauveur                                             |
| 1833                                     | 1848             | Bernard Vergez          |             | Propriétaire et négociant, maire d'Esquièze                                                                 |
| 1845                                     | 1852             | Pierre Gradet           |             | Juge de paix du canton, négociant à Luz                                                                     |
|                                          |                  |                         |             | |
| 1886                                     |                  | Jean Germain Dat        | Républicain | Greffier de la justice de paix à Luz                                                                        |
| 1886                                     | 1888 (décès)     | Auguste Pougat          | Droite      | Maire de Luz                                                                                                |
|                                          |                  |                         |             | |
|                                          | 1891 (démission) | Jean-Marie Vergé-Sarrat | Républicain | Médecin à Luz                                                                                               |
|                                          |                  |                         |             | |
| 1898                                     |                  | Joseph Fourment         | Radical     | Négociant à Luz-Saint-Sauveur                                                                               |
| 1898                                     | 1907             | Isidore Navarret        | Rad.        | Avocat à Lourdes                                                                                            |
| 1907                                     |                  | Augustin-Jean Fourment  |             | |
| 1922                                     | 1925             | Antoine Péré            | Républicain | Médecin, maire de Luz-Saint-Sauveur                                                                         |
| 1922                                     |                  | M. Baget                | Républicain | |
|                                          | 1934             | M. Massoure             | Républicain | |
| 1931                                     | 1940             | André Pujo              | Républicain | Maire de Gavarnie                                                                                           |
| 1934                                     | 1940             | M. Cazeaux              | Radical     | Propriétaire à Barèges                                                                                      |
| 1940                                     |                  |                         |             | Les conseils d'arrondissement ont été suspendus par la loi du 12 octobre 1940 et n'ont jamais été réactivés |
| Les données manquantes sont à compléter. |                  |                         |             | |